# Salvatore Giovanni Rinaldi
Salvatore Giovanni Rinaldi (Cimitile, Nápoles 3 de mayo de 1937), obispo católico italiano.

## Reseña biográfica
Ordenado sacerdote el 2 de julio de 1961, fue designado obispo de Acerra el 7 de diciembre de 1999, siendo consagrado el 29 de enero de 2000 por el cardenal Michele Giordano, arzobispo de Nápoles, y auxiliado por Beniamino Depalma, obispo de Nola, y Antonio Riboldi, obispo emérito de Acerra.